# 小二仙草目
小二仙草目是1981年的克朗奎斯特分类法列出的一个目，有2科，1998年根据基因亲缘关系分类的APG 分类法认为应该取消这个目，其属下的小二仙草科直接合并到虎耳草目之下，洋二仙草科单独设立一个洋二仙草目， 2003年经过修订的APG II 分类法维持原分类。